# Erdeven
Erdeven település Franciaországban, Morbihan megyében. Lakosainak száma 3987 fő (2022. január 1.). Erdeven Belz, Ploemel, Carnac, Plouharnel, Plouhinec, Étel és Locoal-Mendon községekkel határos.

## Népesség
A település népességének változása:
| Lakosok száma | 1910 | 2145 | 2352 | 3146 | 3522 | 3583 | 3666 | 3853 | 3958 | 3987 |
|               | 1968 | 1982 | 1990 | 2006 | 2013 | 2015 | 2017 | 2019 | 2020 | 2022 |